# 아침의 광장 (KBS대구방송총국)
아침의 광장은 KBS대구 1라디오에서 1996년 11월 4일부터 2025년 4월 4일까지 29년간 방송했던 시사교양 프로그램이다.

## 역대 방송시간
| 방송 채널       | 방송 기간                          | 방송 시간                       |
| --------------- | ---------------------------------- | ------------------------------- |
| KBS대구 1라디오 | 1996년 11월 4일 ~ 2004년 10월 16일 | 월~토요일 아침 8:35 ~ 아침 8:58 |
| KBS대구 1라디오 | 2004년 10월 18일 ~ 2014년 4월 4일  | 평일 아침 8:35 ~ 아침 8:58      |
| KBS대구 1라디오 | 2014년 4월 7일 ~ 2025년 4월 4일    | 평일 아침 8:30 ~ 아침 8:58      |

## 역대 진행자
- 전현무 아나운서
- 백명지 아나운서
- 양문석 아나운서
- 황진 아나운서
- 진유현 아나운서